# 小林健太郎
小林 健太郎（こばやし けんたろう、1994年4月26日 - ）は、日本の元ラグビー選手。現在ジャパンラグビーリーグワン横浜キヤノンイーグルスの広報担当を務めている。

## プロフィール
- 神奈川県出身[1]。
- ポジションはウィング(WTB)、センター(CTB)。
- 身長 180 cm、体重 90 kg
- 寮生番号はD30(第51期)

## 略歴
2013年、函館ラ・サール高校卒業後、同志社大学に入学する。なお函館ラ・サール高校時代、主将を務めたことがある。
2016年、同志社大学ラグビー部の副務に就任した。
2017年、同志社大学卒業後、キヤノンイーグルスに加入。
2020年、キヤノンイーグルスを退団した。